# Baanwielrennen op de Paralympische Zomerspelen 2020 - Team sprint
De Gemengde team sprint C1-5 tijdens de Paralympische Zomerspelen 2020 vond plaats in de Izu Velodrome, Japan. Dit gemengde combinatieevenement is voor de renners die beperkingen hebben aan de benen, armen en/of romp, maar wel in staat zijn een standaardracefiets te gebruiken. Het was voorlopig de laatste keer dat de team sprint op het programma stond.

## Opzet competitie
De competitie begint met 29 renners uit 9 landen, elk team bestaat uit 3 renners, de totale afstand van het evenement is 750 meter. 
De drie leden van het team starten tegelijkertijd de eerste wielrenner voorop, terwijl de andere twee volgen. Nadat de eerste renner één ronde heeft volbracht, verlaat hij de baan en neemt de volgende de leiding en fietst nog een ronde met de derde renner achter hem aan, nadat de tweede een volledige ronde heeft afgelegd en uitstapt, doet de laatste renner de laatste ronde.
De competitie begint met een kwalificatieronde waarin de teams elk in een eigen heat tegen de klok rijden. De twee snelste teams in de kwalificatie kwalificeren zich voor de gouden finale, terwijl de derde en vierde snelste zich kwalificeren voor de de bronzen finale, waar ze tegen elkaar zullen racen.

## Uitslag

### Kwalificatie
| # | Heat | Team | Team                             | Klasse | G | tijd   | tijd   |
| - | ---- | ---- | -------------------------------- | ------ | - | ------ | ------ |
| 1 | 9    | CHN  | Li Zhangyu                       | C1     | M | 48.051 | GF, WR |
| 1 | 9    | CHN  | Lai Shanzhang                    | C5     | M | 48.051 | GF, WR |
| 1 | 9    | CHN  | Wu Guoqing                       | C4     | M | 48.051 | GF, WR |
| 2 | 8    | GBR  | Kadeena Cox                      | C4     | V | 48.524 | GF     |
| 2 | 8    | GBR  | Jaco van Gass                    | C3     | M | 48.524 | GF     |
| 2 | 8    | GBR  | Jody Cundy                       | C4     | M | 48.524 | GF     |
| 3 | 2    | ESP  | Ricardo Ten Argilés              | C1     | M | 49.571 | BF     |
| 3 | 2    | ESP  | Pablo Jaramillo Gallardo         | C5     | M | 49.571 | BF     |
| 3 | 2    | ESP  | Alfonso Cabello                  | C5     | M | 49.571 | BF     |
| 4 | 5    | FRA  | Alexandre Léauté                 | C2     | M | 50.344 | BF     |
| 4 | 5    | FRA  | Kévin Le Cunff                   | C5     | M | 50.344 | BF     |
| 4 | 5    | FRA  | Dorian Foulon                    | C5     | M | 50.344 | BF     |
| 5 | 6    | MAS  | Mohamad Yusof Hafizi Shaharuddin | C1     | M | 50.532 |        |
| 5 | 6    | MAS  | Muhammad Hafiz Jamali            | C5     | M | 50.532 |        |
| 5 | 6    | MAS  | Zuhairie Ahmad Tarmizi           | C5     | M | 50.532 |        |
| 6 | 7    | USA  | Aaron Keith                      | C1     | M | 52.051 |        |
| 6 | 7    | USA  | Joseph Berenyi                   | C3     | M | 52.051 |        |
| 6 | 7    | USA  | Christopher Murphy               | C5     | M | 52.051 |        |
| 7 | 1    | COL  | Paula Andrea Ossa                | C5     | V | 52.409 |        |
| 7 | 1    | COL  | Alejandro Perea Arango           | C3     | M | 52.409 |        |
| 7 | 1    | COL  | Edwin Fabian Matiz Ruiz          | C5     | M | 52.409 |        |
| 8 | 4    | RPC  | Alina Punina                     | C5     | V | 52.952 |        |
| 8 | 4    | RPC  | Mikhail Astashov                 | C1     | M | 52.952 |        |
| 8 | 4    | RPC  | Sergei Pudov                     | C4     | M | 52.952 |        |
| 9 | 3    | AUS  | Meg Lemon                        | C4     | V | 56.989 |        |
| 9 | 3    | AUS  | Amanda Reid                      | C2     | V | 56.989 |        |
| 9 | 3    | AUS  | Gordon Allan                     | C2     | M | 56.989 |        |

### Gouden finale
| #      | Team | Team          | Klasse | G | tijd   | tijd |
| ------ | ---- | ------------- | ------ | - | ------ | ---- |
| Goud   | GBR  | Kadeena Cox   | C4     | V | 47.579 | WR   |
| Goud   | GBR  | Jaco van Gass | C3     | M | 47.579 | WR   |
| Goud   | GBR  | Jody Cundy    | C4     | M | 47.579 | WR   |
| Zilver | CHN  | Li Zhangyu    | C1     | M | 47.685 |      |
| Zilver | CHN  | Wu Guoqing    | C4     | M | 47.685 |      |
| Zilver | CHN  | Lai Shanzhang | C5     | M | 47.685 |      |

### Bronzen finale
| #     | Team | Team                     | Klasse | G | tijd   |
| ----- | ---- | ------------------------ | ------ | - | ------ |
| Brons | ESP  | Ricardo Ten Argilés      | C1     | M | 49.209 |
| Brons | ESP  | Pablo Jaramillo Gallardo | C5     | M | 49.209 |
| Brons | ESP  | Alfonso Cabello          | C5     | M | 49.209 |
| 4     | FRA  | Alexandre Léauté         | C2     | M | 49.567 |
| 4     | FRA  | Kévin Le Cunff           | C5     | M | 49.567 |
| 4     | FRA  | Dorian Foulon            | C5     | M | 49.567 |